# Maserati Mostro Zagato
Maserati Mostro Zagato – samochód sportowy klasy kompaktowej wyprodukowany pod włoską marką Maserati w 2015 jako coupé i 2022 roku jako targa.

## Historia i opis modelu

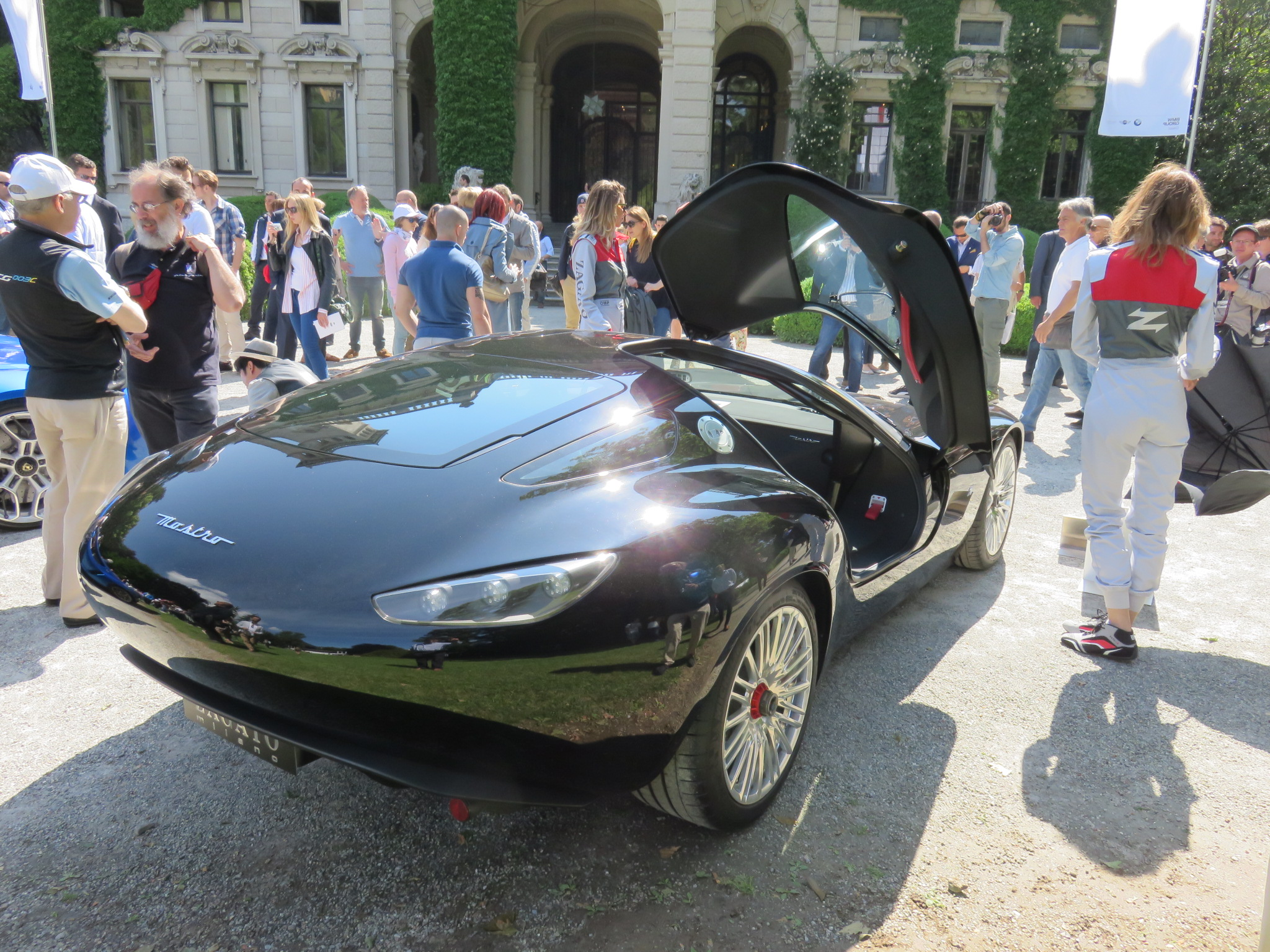
Maserati Mostro Zagato - tył

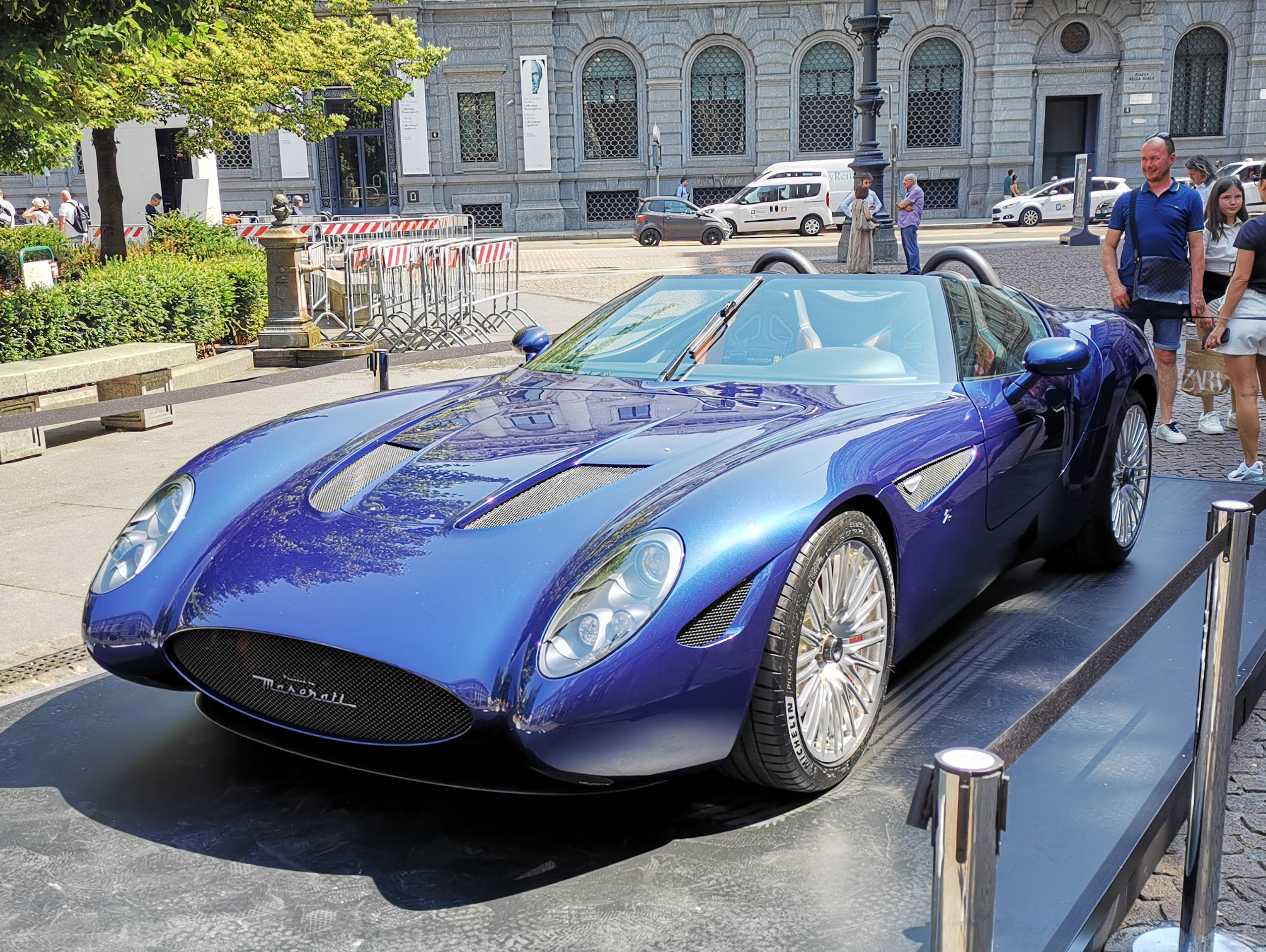
Maserati Mostro Zagato Barchetta

W maju 2015 podczas corocznego prestiżowego wydarzenia Concorso d'Eleganza Villa d'Este nad Lago di Como włoskie Zagato przedstawiło specjalny model celebrujący 100. rocznicę powstania Maserati, stanowiący co tego współczesną interpretację klasycznego samochodu wyścigowego Maserati 450S z lat 50. XX wieku. Mostro w obszernym zakresie nawiązał do jego koncepcji zarówno pod kątem przystosowania do jazdy w warunkach torowych, jak i charakterystycznej, płaskiej i smukłej aerodynamicznej stylistyki łączącej w sobie liczne łuki i zaokrąglenia. 
Do wykonania Maserati Mostro Zagato wykorzystana została zapożyczona z modelu Gillet Vertigo samonośna rama z włókna węglowego i stalowych rur, do której przymocowane zostało lekkie nadwozie, również z włókna węglowego. Taki dobór materiałów pozwolił w istotnym zakresie obniżyć masę całkowitą samochodu, który powstał głównie z myślą o jeździe w warunkach torowych. 
Specyfika konstrukcji Mostro Zagato, w połączeniu z prymatem aerodynamiki nad stylizacją, wymusiła sposób otwierania drzwi - uchylają się one najpierw do przodu, a następnie do góry. Szyby nie są z kolei otwierane, przez co nadano im wygięty kształt. Do napędu wykorzystany został stosowany już silnik V8 współpracujący z 6-biegową przekładnią zautomatyzowaną.

### Barchetta
Dokładnie 7 lat po prezentacji Maserati Monstro Zagato, w maju 2022 podczas kolejnej edycji wydarzenia Concorso d'Eleganza Villa d'Este zaprezentowana została odmiana z otwartym dachem z przydomkiem Barchetta. 2-miejscowa targa zyskała pałąki ochronne oraz szerszą, składającą się z dwóch jednostek napędowych gamę silnikową. Jej produkcja również została ograniczona do 5 sztuk, które wszystkie zbudowano dla istniejących już klientów Zagato.

### Sprzedaż
Maserati Monstro to samochód ściśle limitowany, podobnie jak inne produkty Zagato zbudowany ręcznie w krótkiej serii przeznaczonej do dotychczasowych klientów włoskiej manufaktury. Pula ograniczona została do sprzedanych już w momencie debiutu 5 sztuk, z czego w momencie premiery cenę określono lakonicznie na "nieprzekraczającą 1 milion dolarów". 

### Silniki
- V6 3.0l 621 KM
- V8 4.2l 414 KM